# Saiyidah Aisyah
Saiyidah Aisyah, född 20 april 1988, är en singaporiansk roddare.
Aisyah tävlade för Singapore vid olympiska sommarspelen 2016 i Rio de Janeiro, där hon slutade på 23:e plats i singelsculler.